# کلیسای مریم مقدس خوجیوانک
کلیسای مریم مقدس خوجیوانک (ارمنی: Խոջիվանքի Սուրբ Աստվածածին եկեղեցի؛ ) یک کلیسا متعلق به کلیسای حواری ارمنی واقع در شهر تفلیس،  گرجستان می‌باشد. ساخت و ساز این ساختمان در سال ۱۶۵۵ میلادی؛ به پایان رسید. این بنا به سبک معماری ارمنی طراحی شده است.

## نگارخانه

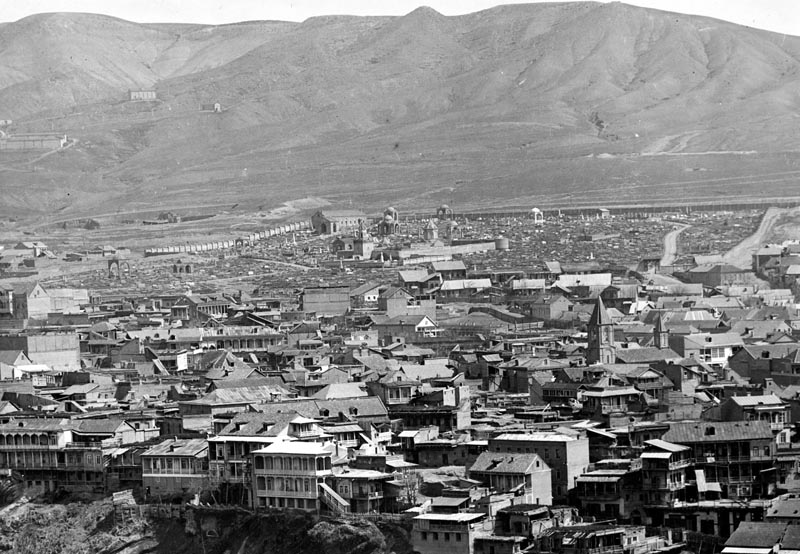